# Pont de la lagune Garzón
Le pont de la route nationale no 10 franchissant la lagune de Garzón (en Uruguay) est un pont à poutres ayant comme particularité d'être de forme circulaire. Chaque voie de circulation forme un demi-cercle, constituant ainsi ensemble un anneau au-dessus de la lagune.
Cette forme remarquable a été voulue par l'architecte uruguayen du pont, Rafael Viñoly pour ralentir le flux routier, permettre la cohabitation entre les voitures, les cyclistes et les piétons, et permettre à tous de profiter du panorama remarquable de la lagune de Garzón. C'est donc un des rares ponts conçus pour ralentir les conducteurs. Aux deux extrémités de ce pont aux allures de rond-point sur l’eau, des espaces ont été aménagés pour permettre aux touristes de se garer, et profiter de la plage qui est toute proche. Néanmoins il n'est pas possible de faire le tour du pont en voiture.
Le budget total pour construire ce pont circulaire est de 11 millions de dollars. Son trafic quotidien est prévu pour se monter à près de 1 000 véhicules.

« Le concept était de transformer un passage de véhicules traditionnels en un espace qui réduit naturellement la vitesse des voitures, afin de donner la possibilité aux occupants des véhicules de profiter d’une vue panoramique à 360° sur un paysage incroyable »

— Rafael Viñoly,

Photos aériennes du pont circulaire franchissant la lagune Garzón
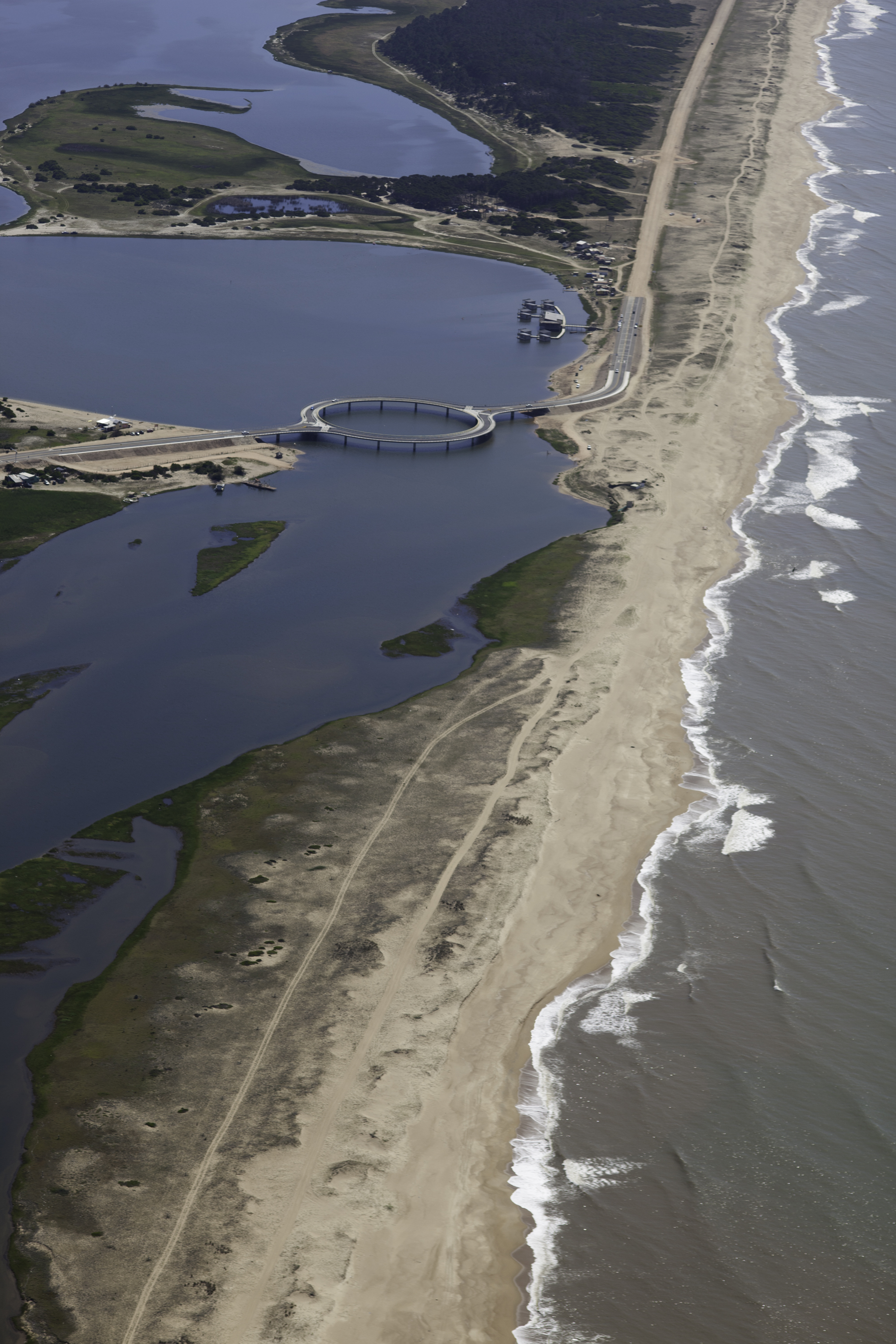
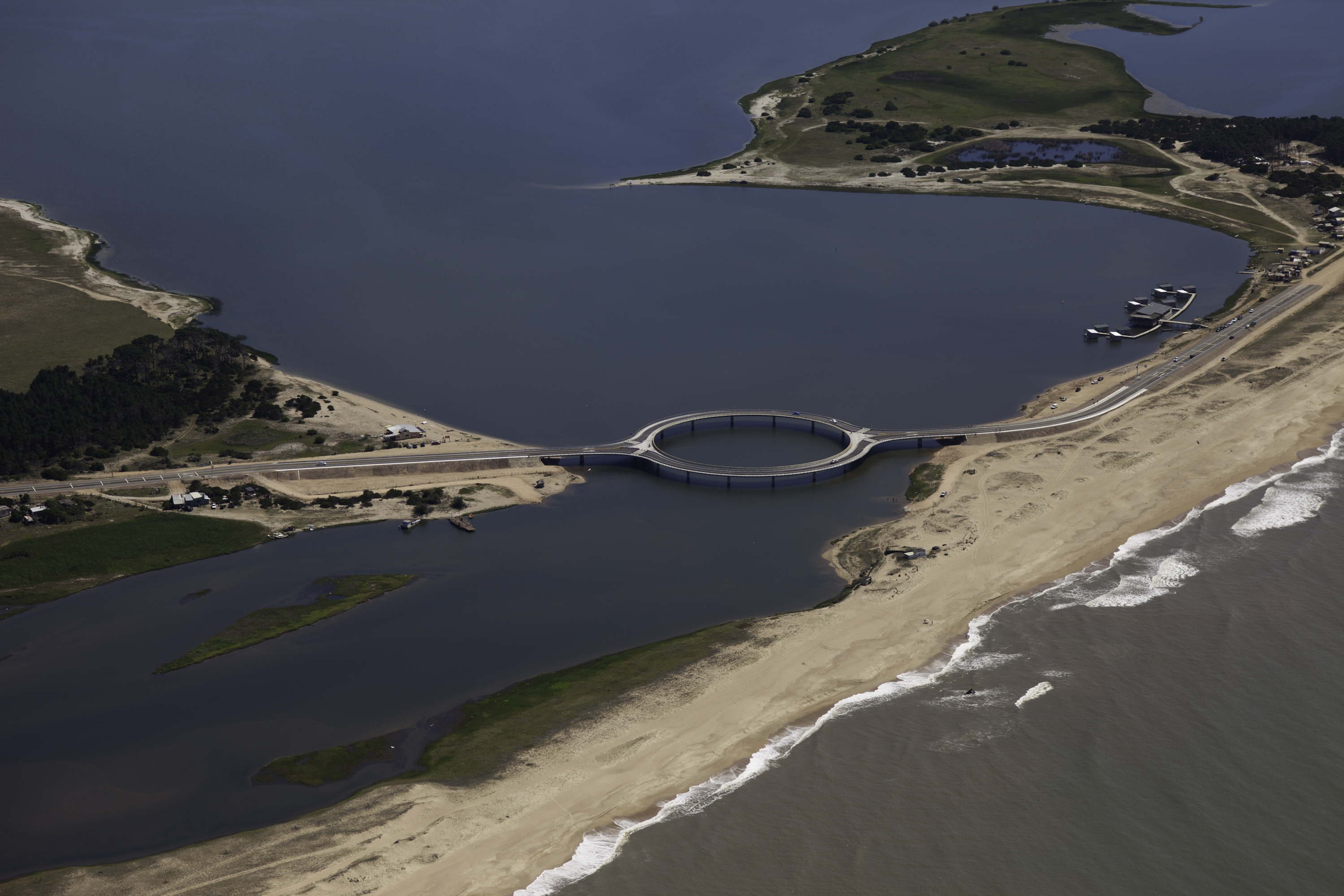
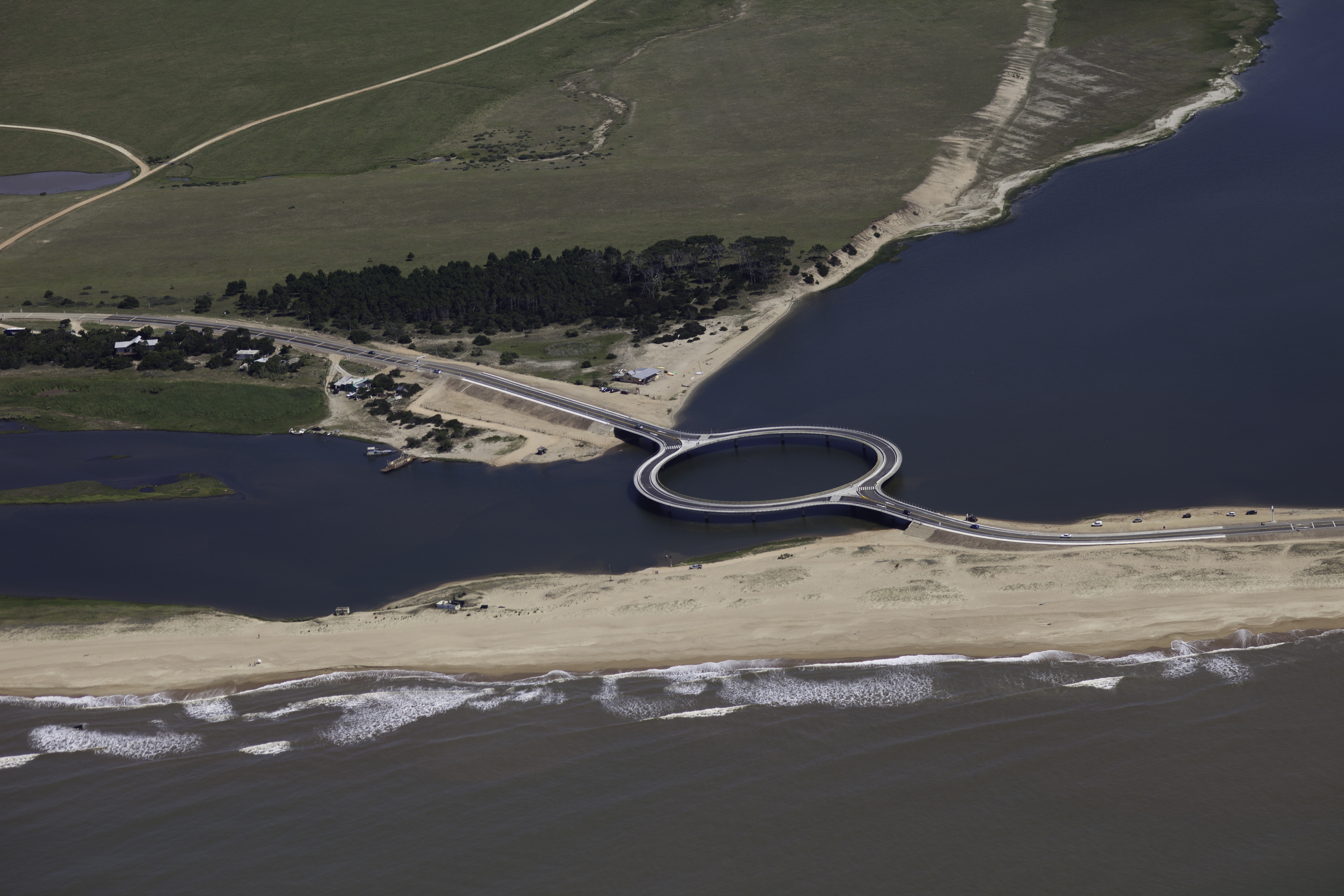
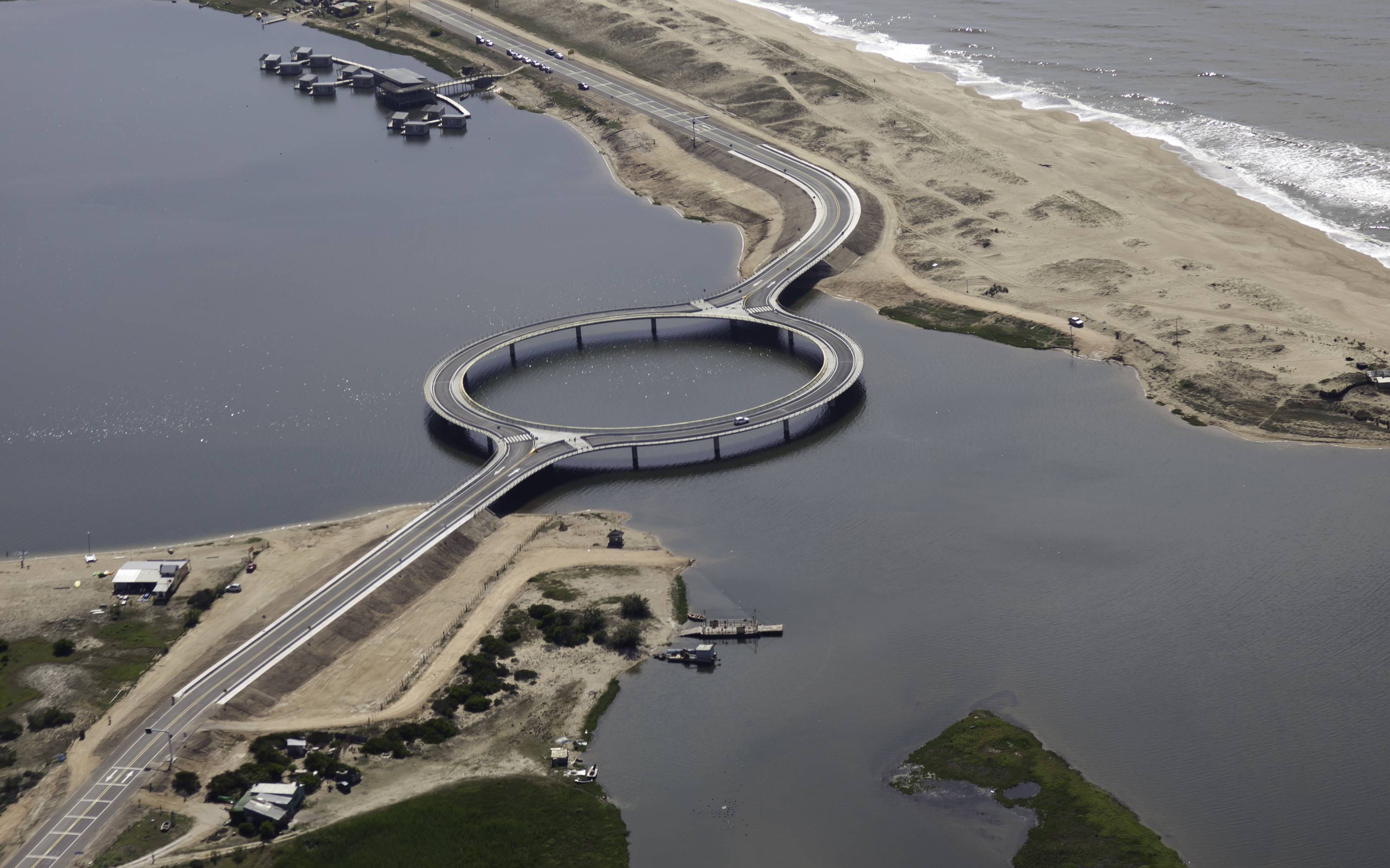
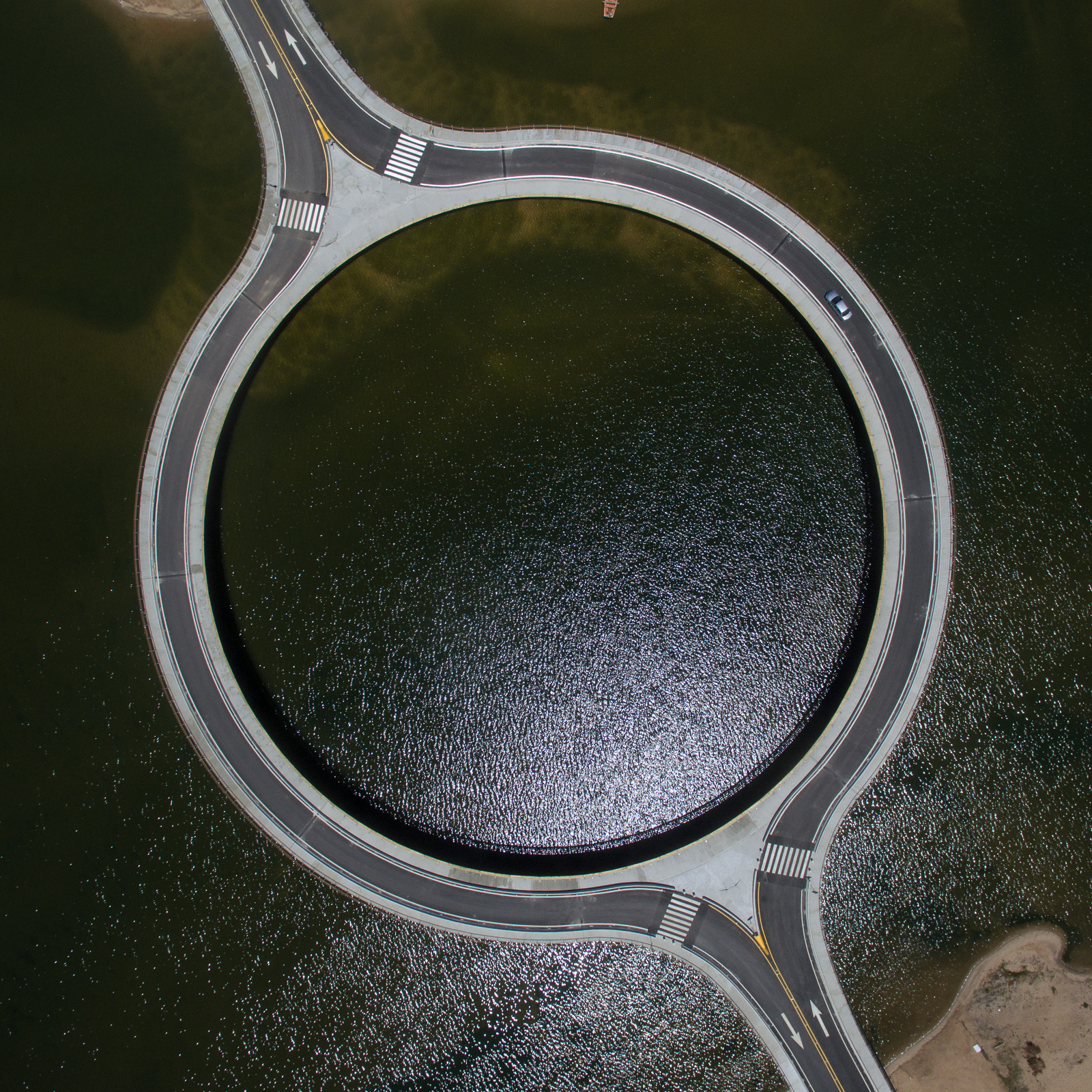